# Právní jazyk
Právní jazyk je oblast odborného jazyka, kterou používají právníci (advokáti, soudci apod.), zákonodárci a jiní uživatelé práva k vyjádření zákonných práv, zákonných povinností a právních analýz. Souhrn ustálených odborných termínů, které se přitom používají, se označuje právní terminologie. Český právní jazyk je vedle teologické terminologie nejstarším českým odborným jazykem. Obecně se požaduje, aby právnické texty byly formulovány „jednoznačně, srozumitelně, terminologicky jednotně, jazykově a stylisticky bezvadně“.
V některých případech mají termíny a vazby v právních textech jiný význam než v běžné řeči anebo nejsou bez vysvětlení běžně srozumitelné. Například zákon č. 40/1964 Sb. (občanský zákoník) definuje spojení jak stojí a leží jako výraz zbavení se odpovědnosti. V § 501 říká „Přenechá-li se věc jak stojí a leží, neodpovídá zcizitel za její vady, ledaže věc nemá vlastnost, o níž zcizitel prohlásil, že ji má, nebo kterou si nabyvatel výslovně vymínil.“ Anebo obrat na viděnou, v běžném jazyce používaný při rozloučení, používá zákon č. 191/1950 Sb. (směnečný a šekový) ve významu „při předložení“ směnky (§ 34 odst. 1).